# Geranomyia javanica
Geranomyia javanica är en tvåvingeart. Geranomyia javanica ingår i släktet Geranomyia och familjen småharkrankar.

## Underarter
Arten delas in i följande underarter:
- G. j. javanica
- G. j. kockensis